# Temwen
Temwen is een klein eiland voor de kust van Madolenihmw, een gemeente in de staat Pohnpei in Micronesia. Temwen staat bekend om het geruïneerd stadje Nan Madol, welk bestaat uit een reeks kunstmatig gebouwde eilanden.